# Stadio Zirka
Lo stadio Zirka (in ucraino Стадіон «Зірка» імені Станіслава Березкіна?, Stadion «Zirka» imeni Stanislava Berezkina) è uno stadio di calcio, situato nella città di Kropyvnyc'kyj, in Ucraina. Fu inaugurato nel 1934 e aveva una capacità di 13 500 spettatori. Nella stagione 2007-08 ha ospitato le partite interne dell'Olimpik Kirovohrad.